# Jequitaí
Jequitaí là một đô thị thuộc bang Minas Gerais, Brasil. Đô thị này có diện tích 1268,279 km², dân số năm 2007 là 8182 người, mật độ 6,6 người/km².